# 에콰도르 요리

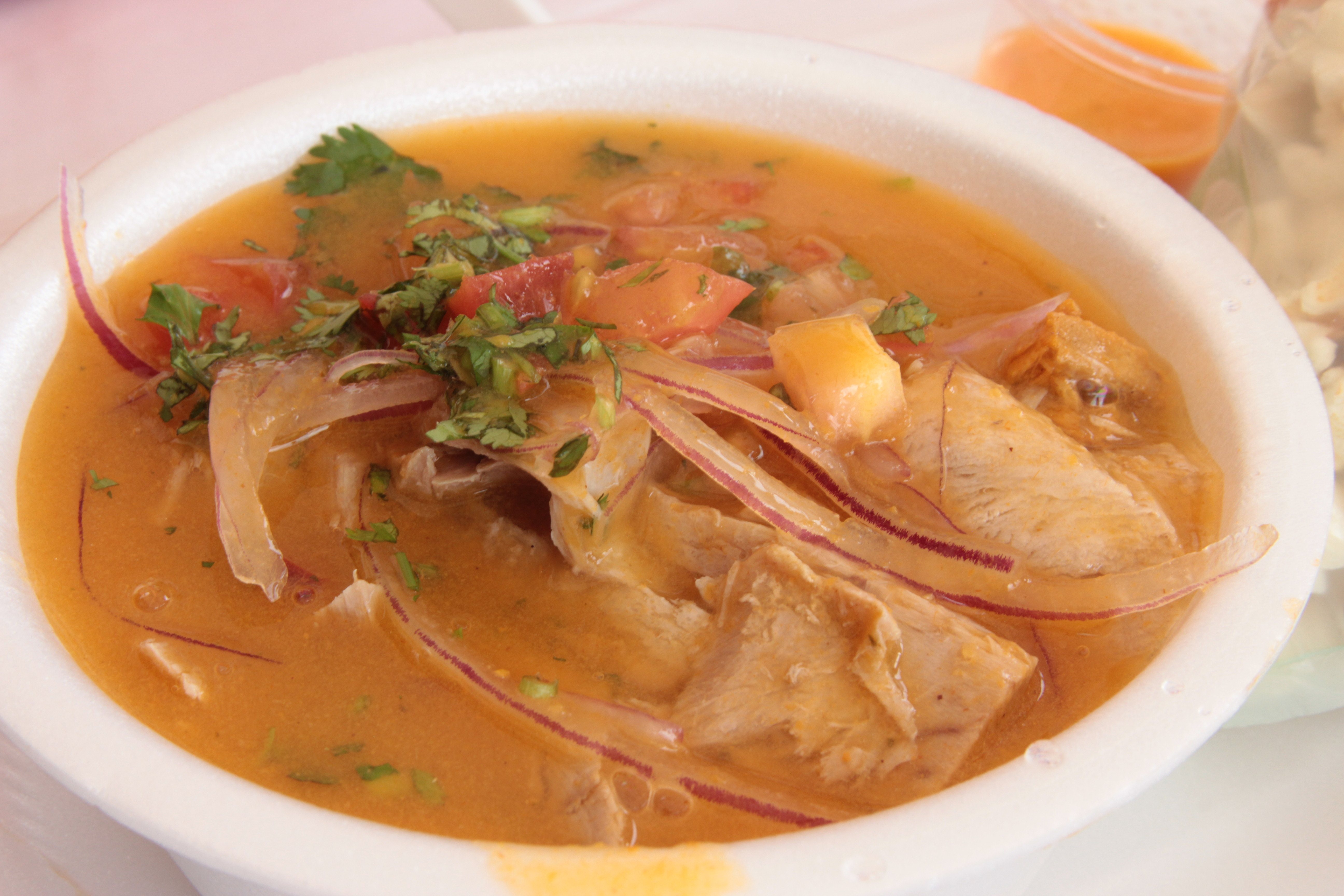
엔세보야도

에콰도르 요리(Ecuador 料理, 스페인어: cocina ecuatoriana 코시나 에콰토리아나[*])는 남아메리카에 있는 에콰도르의 요리이다. 다양하며 해발고도 및 관련 농업 조건에 따라 다르다. 쇠고기, 닭고기 및 해산물은 해안 지역에서 인기가 있다. 일반적으로 렌즈콩, 파스타 또는 플랜틴을 동반한 쌀과 같은 탄수화물이 풍부한 음식과 함께 제공되는 반면 산악 지역에서는 돼지고기, 닭고기, 쇠고기 및 쿠이 (기니피그)가 인기가 많으며 종종 쌀, 옥수수 또는 감자와 함께 제공된다. 산악 지역에서 인기있는 길거리 음식은 구운 돼지를 곁들인 감자로 구성된 호르나도이다. 에콰도르 음식의 일반적인 예로는 파타콘(유채 기름에 튀기고 으깬후 다시 볶은 것), 라핀가초스 (냄비를 넣은 감자 제공) 및 세코 (염소고기로 만든 스튜)가 있다. 그라나딜라, 패션프루트, 룰로, 여러 유형의 바나나, 금땅꽈리, 탁소 및 토마토를 포함하여 낮은 고도에서 다양한 과일을 사용할 수 있다.

## 같이 보기
- 남아메리카 요리
- 라틴 아메리카 요리